# Dieter Kober
Dieter Kober (* 2. Januar 1920 in Halberstadt; † 1. Oktober 2015 in Radebeul) war ein deutsch-US-amerikanischer Musiker, Dirigent, Musikpädagoge, Gründer und Musikdirektor des Chicago Chamber Orchestra.

## Leben in Deutschland
Dieter Kober wurde als ältester Sohn des Kaufmanns Albert Kober und dessen Ehefrau Hedwig in Halberstadt geboren. 1922 folgte der zweite Sohn Martin. Die Familie Kober gehörte zu den Neubürgern Halberstadts. Sie war nach dem Ersten Weltkrieg, als Angehörige der deutsch-jüdischen Bevölkerungsschicht der preußischen Provinz Posen, nach dem Großpolnischen Aufstand Pogromen ausgesetzt. Nachdem die Provinz Westpreußen infolge des Versailler Vertrages an Polen übergegangen war, flüchteten sie mit einer Auswanderungswelle in das Deutsche Reich.
Die intellektuelle, vielseitig interessierte Familie, deren Großvater väterlicherseits Chasan (Kantor) in Glogau gewesen war, hatte Interesse an Kunst, Geschichte und Musik. Das Elternhaus ermöglichte Dieter Kober früh eine musikalische Ausbildung an Fagott und Cello.
Nach der Machtergreifung Hitlers 1933 erfuhr Dieter Kober als Realschüler die Veränderungen des nationalsozialistischen Schulsystems. Durch neue Gesetzgebungen musste die intellektuelle Erziehung der körperlichen Ertüchtigung und militärischen Erziehung weichen. Kobers zunehmende Diskriminierung wegen seiner Herkunft wurde für ihn zum Auslöser, nach seinem Realschulabschluss in die USA zu emigrieren. Die Eltern wollten Deutschland nicht verlassen. Er erhielt 1936 durch Verwandte in den USA ein Visum und emigrierte als 16-Jähriger nach New York City. Seinen Eltern und dem Bruder gelang noch 1938 die Flucht dorthin. Sie lebten später in Louisiana, wo der Vater eine Tankstelle betrieb.

## Leben und Wirken in den USA
In New York machte Kober 1938 an der Benjamin Franklin High School seinen Schulabschluss. Noch ohne amerikanische Staatsbürgerschaft erhielt er keine Zulassung zur Aufnahme in das City College of New York. Er zog dann in den Bundesstaat Nebraska, an die University of Nebraska-Lincoln. Hier wurde er in das staatliche Förderprogramm des Reserve Officer Training Corps (ROTC) an der Universität aufgenommen und in militärwissenschaftlichen Kursen und Führungstrainingslabors für einen Einsatz in den Streitkräften der Vereinigten Staaten ausgebildet. Der japanische Angriff auf Pearl Harbor am 7. Dezember 1941 und die Kriegserklärung der USA an Japan am 8. Dezember 1941 sowie die Kriegserklärung Deutschlands an die USA am 11. Dezember 1941 unterbrachen den Studienablauf. Durch administrative Schwierigkeiten erhielt er seine Einberufung erst im Dezember 1942. Die Grundausbildung begann im Camp Kearns in Utah, einem Lagerkomplex der United States Army Air Forces. Im Gerichtsgebäude von Hagerstown (Maryland) wurde Kober als Soldat ohne amerikanische Staatsbürgerschaft vereidigt. Nach einem Intelligenztest gehörte er zu den Ausgewählten, die auf geheimen Befehl zur weiteren Spezialausbildung verlegt wurden. 

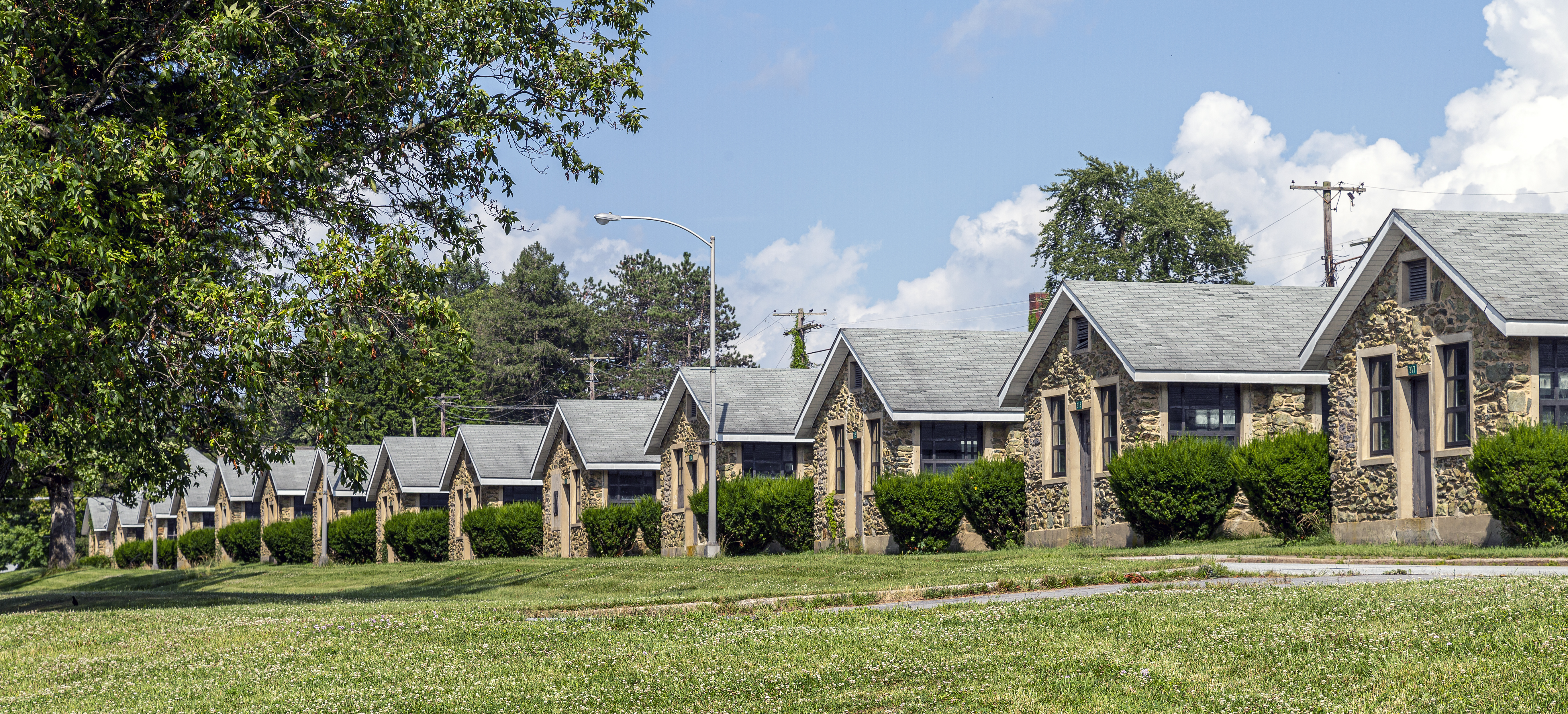
Stein-Wohnbaracken im Camp Ritchie, Maryland, USA

Er kam in das Ausbildungslager des US-Militärgeheimdienstes Camp Ritchie Military Intelligence Training Center, ein streng geheimer Lagerkomplex, in dem während des Zweiten Weltkrieges von 1942 bis 1945 in jeweils achtwöchigen Kursen insgesamt etwa 15.200 junge Männer als Spezialeinheit für den Geheimdienst der US-Armee ausgebildet wurden, darunter auch Guy Stern, Stefan Heym, Klaus Mann und der Österreicher Hans Habe. Kober wurde dem Camp Ritchie-Military Intelligence Service (MIS) im Bundesstaat Maryland zugeteilt. Er absolvierte seine  Spezialausbildung in einer Einheit des Militärnachrichtendienstes, die überwiegend aus deutsch-jüdischen und österreichischen Emigranten zusammengestellt war, die später als Ritchie Boys bezeichnet wurden. Für diese Eliteeinheit, die dem Pentagon unterstellt war, hatte man intelligente, meist studierte deutschsprachige Angehörige der United States Army ausgewählt, die als Emigranten motiviert waren, aktiv gegen das Hitlerregime zu kämpfen. Zur Unterstützung der Alliierten wurden sie in moderner psychologischer Kriegsführung, Feindaufklärung und Verhörtechniken für deutsche Kriegsgefangene ausgebildet.
Nach der Ausbildung im Camp Ritchie erfolgte die Verlegung Kobers an einen geheim gehaltenen Ort, den Stützpunkt Fort Hunt in Virginia, in der Nähe von Washington, D.C. und des Pentagons gelegen.

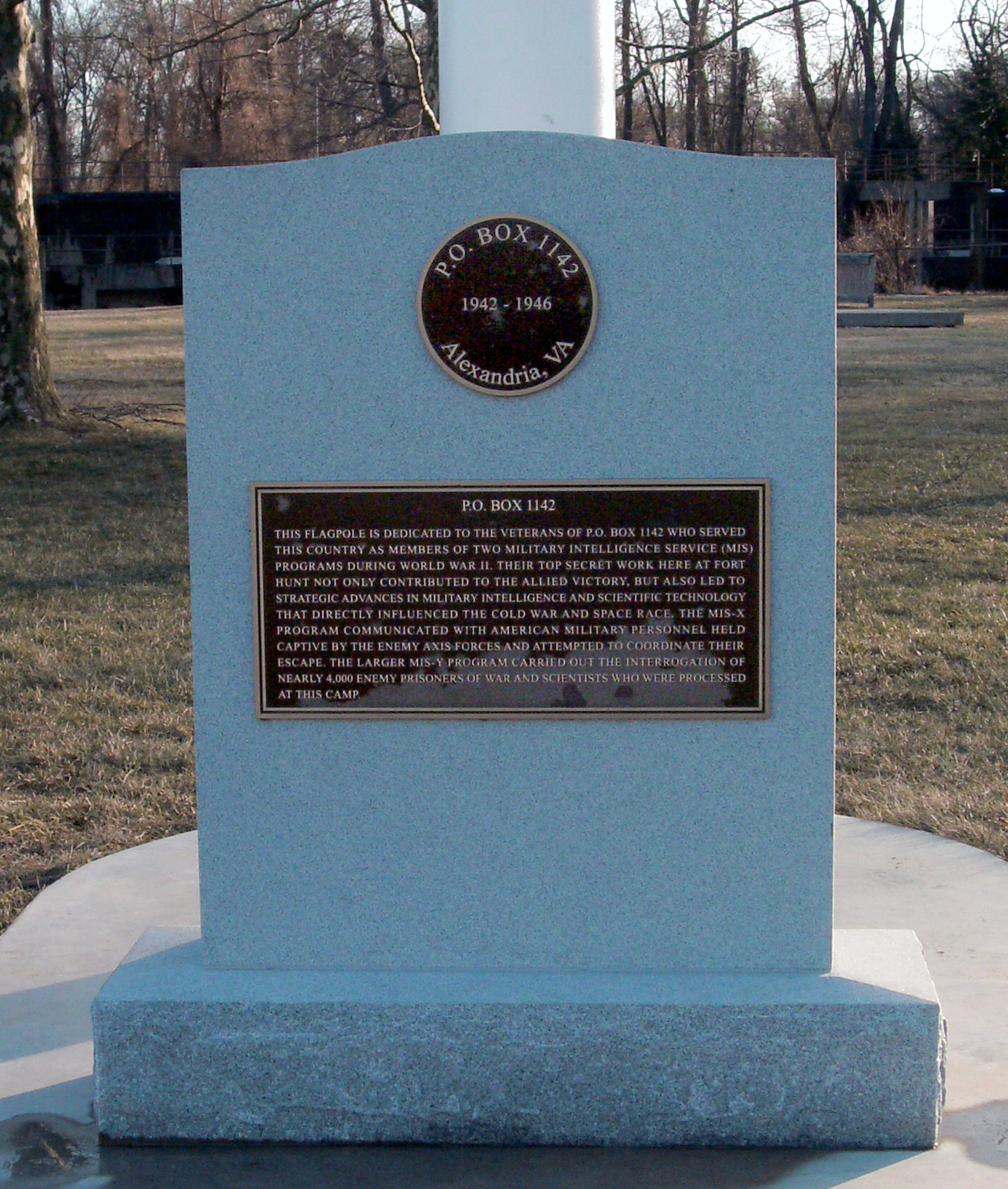
Denkmal für „Post Office Box 1142“ im Camp Ritchie (Fort Hunt Park)

Das geheime Lager lief unter dem Codenamen P.O. Box 1142 (Post Office Box 1142) und diente während des Zweiten Weltkrieges zum Verhören deutscher Kriegsgefangener und zur Nachrichtengewinnung.
Kober kam als Spezialist zur operativen Nachrichtengewinnung des US-Militärgeheimdienstes und erhielt mit einer Einbürgerungszeremonie die US-amerikanische Staatsbürgerschaft. Er wurde Teil einer Top-Secret Operation des US-Militärgeheimdienstes MIS (Military Intelligence Service) unter dem Kürzel „MIS Y“. Sein Job wurde militärische Geheimdienstforschung. Als Experte wurde Kober zuständig für die Organisation, Sammlung und Aufbereitung aller militärisch nützlichen Informationen in einem sogenannten „Roten Buch“, das mit seinen Informationen über deutsche Militäroperationen, Truppenstärken und -bewegungen den in Europa kämpfenden US-Einheiten zugestellt wurde und entscheidend zum Sieg der Alliierten beitrug.
Für ein Jahr kam Kober nach Washington in die Zentrale des Generalstabs der US-Army. Im Army Military Intelligence Research Section (MIRS) im Pentagon wurde er eingesetzt, um an einer Top-Secret Operation des US-Militärgeheimdienstes, dem Projekt MIRS unter dem Kürzel „MIRS-Y“, für die Kooperation mit dem britischen Geheimdienst teilzunehmen. In dieser Funktion, inzwischen zum Sergeanten befördert, erfolgten auch Einsätze in New York und in der Londoner MIRS-Zweigstelle in Kensington.

## Musikdirektor und Dirigent
Nach Kriegsende, inzwischen im Rang eines Oberfeldwebels, nahm Kober seinen Abschied aus der Armee und beendete sein Studium an der University of Nebraska. Gleichzeitig spielte er im Sinfonieorchester von Lincoln. Die G. I. Bill, ein staatliches Förderprogramm für Kriegsveteranen, ermöglichte ihm weitere Studien. Er ging an das Music Conservatory des Chicago College of Performing Arts (CCPA) der Roosevelt University, wo er Musikwissenschaft und Dirigieren studierte, u. a. bei Rudolph Ganz. Danach folgten Studien der Philosophie und Kunstgeschichte und einige Kunstkurse als kombinierte Studiengänge am Art Institute of Chicago. Gleichzeitig war er Solocellist im Sinfonieorchester der Universität. Er beendete seine Studien mit den akademischen Graden eines BM (Bachelor of Music), MM (Master of Music) und D.F.A. (Dissertation) am Chicago Musical College der Roosevelt University. 1950 erfolgte seine Promotion.
Zu seinen ersten Tätigkeiten gehörte die Arbeit als Musikkritiker für die Chicago Daily News. 1950 erhielt er die Berufung als Professor für Musik an das City College of Chicago. Nebenberuflich widmete er sich der Orchesterarbeit als Leiter eines studentisch organisierten Laienensembles. 1951 folgten für ein Jahr weitere Studien am Mozarteum in Salzburg bei Igor Markevitch und Wolfgang Sawallisch in der Fachrichtung „Orchesterdirigat“ mit dem Abschlussdiplom 1952. Hier erlebte er in einer Gastvorlesung Wilhelm Furtwängler.
1952 gründete Kober an der University of Chicago ein erstes Streicherensemble als Laienorchester für Kammermusik, das Chicago Chamber Orchestra (CCO). Unter seiner musikalischen Leitung erreichte es ein hohes Niveau und beeinflusste die Chicagoer Musikszene in den nächsten sechs Jahrzehnten maßgeblich. Kober wurde 1957 zum Musikdirektor des Art Institute of Chicago ernannt; das Chicago Chamber Orchestra wurde zu einem professionellen Ensemble. Die Gründung der Chicago Chamber Orchestra Association als unabhängige Dienstleistungsorganisation mit eigenem Vorstand folgte. Kober behielt seine Position als künstlerischer Leiter mit der zusätzlichen Verantwortung für das Personalwesen. Zu seinen Aufgaben gehörte auch die Produktion und Präsentation monatlicher Rundfunkprogramme mit Musik des Kammerorchesters für den Klassik-Radiosender WNIB, gemeinsam mit dem Radio-Moderator Bruce Duffie. Ab 1959 produzierte und moderierte er für das Chicagoer Bildungsfernsehen die Sendung Einladung zur Musik.
Kobers Bestreben war es, Menschen für Musik zu begeistern, der Chicagoer Öffentlichkeit Musikerlebnisse zugänglich zu machen und Verständnis für klassische Musik, aber auch für moderne und unbekannte Werke zu wecken. Er sah es als seinen Auftrag an, dafür auch den Besuch kostenloser Konzerte zu ermöglichen, die er regelmäßig im Chicago Cultural Center, aber auch in Parks, Kirchen, Schulen, Museen und sogar in Einkaufszentren veranstaltete. Besonderer Beliebtheit erfreuten sich seine zwanglosen kostenlosen Sommerkonzerte im Grant Park und im Museum of Science and Industry. Finanzielle Unterstützung erhielt er dafür von der Chicago Federation of Musicians, dem Illinois Arts Council, der Performing Foundation der Musikergewerkschaft und privaten Sponsoren. Damit gehörte das CCO zu den ersten Orchestern in Illinois, die das Erbe der klassischen Musik Menschen aller Gesellschaftsschichten, Hautfarben und Altersgruppen nahebrachten. Zusätzlich erreichte Kober in Illinois Tausende von Jugendlichen mit seiner Fernsehserie „Music for Young Listeners“, die sie mit klassischer Musik bekannt machte. Aus seinem riesigen Repertoire von 5000 Kompositionen, vom Barock bis zur Gegenwart, gestaltete er unzählige Konzerte mit international renommierten Solisten, darunter auch Uraufführungen bisher unbekannter Werke von Komponisten der Nachkriegszeit, wie der DDR-Komponisten Hanns Eisler und Kurt Schwaen oder US-Komponisten wie Thomas Clark (* 1949) von der University of North Texas.
Mit dem Chicago Chamber Orchestra unternahm Kober zahlreiche Konzertreisen, zunächst ab 1962 in die US-Bundesstaaten Texas, Louisiana, New Mexico und Oklahoma, später auch nach Europa. Noch vor dem Fall der Berliner Mauer 1989 trat er in der DDR mit 11 Konzerten in verschiedenen Städten auf, u. a. auch im Leipziger Gewandhaus. Es folgte eine zweite Europa-Tournee mit Konzerten in West-Berlin, in der Volksrepublik Polen und der ČSSR. 1993 erhielt er aus Seoul eine Einladung zu drei Konzerten in Südkorea. 1994 trat das Ensemble als erstes US-amerikanisches Orchester im wiedervereinigten Deutschland auf. Das Kammerorchester spielte unter dem Dirigat Kobers u. a. für den Prince of Wales, König Frederik IX. von Dänemark und  Königin Ingrid von Schweden, den deutschen Bundespräsidenten Richard von Weizsäcker und weitere Staatsoberhäupter.
In den Vereinigten Staaten, Europa und Asien war das Chicago Chamber Orchestra für Radio- und Fernsehübertragungen und kommerzielle Studio-Aufnahmen unterwegs.
Neben seiner Professur für Musik an den City Colleges of Chicago von 1950 bis 1989 wirkte Kober als Gastdirigent und Dozent in den Vereinigten Staaten, Kanada und Europa.
Seine frühere Heimat Deutschland besuchte er seit der Nachkriegszeit fast jedes Jahr. Kober pflegte zahlreiche persönliche Kontakte mit Künstlerkollegen und Institutionen in ganz Deutschland, besonders in seiner Geburtsstadt Halberstadt. 1985 war er zur Wiedereröffnung der Dresdner Semperoper eingeladen, wo er seine zweite Ehefrau Magdalena, geb. Haupt, kennenlernte. Sie verlegten um 1998 ihren Wohnsitz von Chicago nach Radebeul bei Dresden. Dort richtete er in seinem Haus ein Büro für das CCO ein und betrieb von hier aus das Management. Nach Chicago kam er hauptsächlich nur noch zum Dirigieren von Konzerten und für Vertragsunterzeichnungen. Anlässlich seines 90. Geburtstages 2010 dirigierte er in der Preston Bradley Hall im Chicago Cultural Center ein kostenloses öffentliches kostenloses Konzert.
Am 12. Mai 2013 übergab Dieter Kober die Leitung des von ihm gegründeten und 61 Jahre lang geleiteten Chicago Chamber Orchestra nach einem großen Abschiedskonzert in der Fourth Presbyterian Church Chicago an seinen Nachfolger Robert Turizziani.
Kober starb am 1. Oktober 2015 im Alter von 95 Jahren in Radebeul bei Dresden. Er fand seine letzte Ruhe auf dem Friedhof Radebeul-Ost, in unmittelbarer Nähe des Grabmals des Schriftstellers Karl May.

## Auszeichnungen
- 1987 Verleihung ASCAP-Award für Adventure Programmierung Zeitgenössischer Musik.
- 1989 Der Illinois Council of Orchestras verlieh die Auszeichnung Orchestra of the Year.
- 1989 Verleihung ASCAP-Award für Adventure Programmierung Zeitgenössischer Musik.
- Auszeichnungen der Musikvereinigung AFM und der Nationalvereinigung des Radio-Senders ARAS.
- Verleihung Lifetime Achievement Award der University Nebraska.
- 2002 Auszeichnung durch die Stadt Chicago anlässlich des 50-jährigen Jubiläums der Grant-Park-Festival-Reihe.
- 2002 Verleihung der Ehrenmitgliedschaft in der Internationalen Andreas-Werckmeister-Gesellschaft E.V. anlässlich des 4. Internationalen Andreas-Werckmeister-Festes in Halberstadt.[15]
- 2003 Der Illinois Council of Orchestras Rat ehrte Kober 2003 mit einem Preis für sein Lebenswerk und für seine jahrzehntelange Arbeit und das Engagement für Kunst und Musik im Mittleren Westen.